# Марафон-15
«Марафон-15» — детская информационно-публицистическая программа, выходившая в эфир два раза в месяц по воскресеньям с 15 января 1989 года сначала по Первой программе ЦТ, затем по 1-му каналу Останкино и ОРТ. Предназначена для подростков разных стилей и направлений, обычно состояла из 15 коротких сюжетов. С 1989 по 1991 год ведущими были Сергей Супонев и Георгий (Жора) Галустьян. В 1991 году к ним присоединилась ведущая Леся Башева (в дальнейшем ведущая рубрики «Между нами, девочками», которая к 1992 году стала самостоятельной программой). Выходила по субботам и разным будним дням, в 1997—1998 годах программа выходила по понедельникам в 15:45. Последний выпуск программы вышел 28 сентября 1998 года.

## История создания
Программа «Марафон-15» являлась воплощением дипломного проекта и сценария программы, которые Сергей Супонев придумал на последнем курсе в университете. Первые выпуски выходили без названия (его предлагалось придумать телезрителям как один из конкурсов), хотя концепция «пятнашки» и соответствующая заставка существовали с самого начала.
15 лет, самый трудный возраст.

15 сюжетов в программе и жизнь — это марафон.

«МАРАФОН-15» — название новой программы.

## Коллектив передачи
- Сергей Супонев — ведущий
- Георгий Галустьян (в эфире обычно именовался Жорой) — ведущий
- Леся Башева — ведущая
- Сергей Бодров-младший
- Эдуард Мазуро
- Валентина Родина
- Надежда Сальникова
- Яна Невзорова
- Ирина Колчина
- Леонид Большехудович
- Борис Салибов — автор песни
- Виктор Прудовский — композитор
- Светлана Прудовская — продюсер

## Влияние на культуру
Трек Kate NV «Marafon 15» с альбома Room for the Moon, выпущенного в 2020 году, отсылается к телепередаче названием.